# Greenland (película)
Greenland (conocida en España como Greenland: el último refugio, y en Hispanoamérica como Greenland: el día del fin del mundo) es una película de desastres estadounidense de 2020 dirigida por Ric Roman Waugh y escrita por Chris Sparling. La película está protagonizada por Gerard Butler (quien también coprodujo), Morena Baccarin, Roger Dale Floyd, Scott Glenn, David Denman y Hope Davis. La película sigue a una familia que debe luchar por sobrevivir mientras un cometa masivo se dirige hacia la Tierra.

## Argumento
John Garrity es un ingeniero estructural escocés que vive en Atlanta, Georgia, con su esposa, Allison, y su hijo diabético, Nathan. Regresa a casa del trabajo para reconciliarse con su familia después de un conflicto entre él y su esposa, del cual los dos acuerdan trabajar para seguir adelante. La familia se prepara para organizar una fiesta con sus vecinos para ver el paso de un cometa interestelar de 14 kilómetros, llamado "Clarke".
Al llegar a una tienda de comestibles para recoger artículos de último momento antes de la fiesta, John y Nathan notan una flota de aviones de transporte de carga militar volando hacia el norte en formación, para su desconcierto. En la tienda, John recibe una extraña llamada telefónica automatizada del Departamento de Seguridad Nacional de Estados Unidos, informándole que él y su familia han sido preseleccionados para ir a un albergue de emergencia. Preocupado por esto, John se apresura a ir a la fiesta, justo cuando un fragmento de cometa entra en la atmósfera en la televisión en vivo. Una onda de choque sacude el área y explota las ventanas de las casas en el área cuando el fragmento, que anteriormente se esperaba que aterrizara en el océano Atlántico, impacta en Tampa, Florida y arrasa por completo gran parte del estado, para horror de los presentes. John recibe una vez más una llamada automática, que también se muestra en la televisión frente a su familia y vecinos con instrucciones de estar en la Base de la Reserva Aérea de Dobbins esa misma noche para realizar un vuelo de evacuación cuyo destino es clasificado. Aterrados, sus vecinos salen corriendo de la casa para estar cerca de sus familias mientras los Garrity se apresuran a empacar e irse. Antes de que puedan, su vecino Dale les dice que Clarke es un gran grupo de objetos que se espera que colisionen con la Tierra durante los próximos dos días, con el fragmento más grande qué es el resto del cometa, siendo lo suficientemente grande como para causar una extinción masiva. Uno de sus vecinos trata desesperadamente de dejar a su hija con los Garrity para que la salven, pero John acelera, sabiendo que la rechazarían.
En Dobbins, una línea de tráfico impide que la familia llegue a la puerta y los obliga a continuar a pie, y Nathan accidentalmente deja su insulina en el automóvil. Se les permite ingresar con el código QR en el teléfono de John y sus pulseras, donde encuentran que deben consolidar sus pertenencias en una bolsa en lugar de una por persona. Allí, descubren que falta la insulina de Nathan. John se apresura a regresar al auto para encontrarlo mientras Allison y Nathan esperan para abordar el avión, siendo rechazados para la evacuación una vez que un soldado se entera de la enfermedad de Nathan. Allison ruega que los dejen subir al avión, pero no tiene éxito y los dos son llevados fuera de la base. Sin darse cuenta de esto, John regresa al avión a tiempo, donde otro pasajero lo confronta por el paquete de insulina y se entera de que su familia también fue rechazada. John exige que lo dejen salir del avión justo cuando la base es invadida por una multitud enojada que quiere subir a los aviones. Se desata un tiroteo y un soldado que cargaba uno de los aviones con combustible es asesinado, al mismo tiempo que el camión con combustible es incendiado por efecto de un disparo, inadvertidamente destruyendo muchos de los aviones de evacuación y matando a muchos. John escapa por poco.
Al regresar a su auto, encuentra una nota dejada por Allison, donde dice que ella y Nathan se dirigen a la casa de su padre en Lexington, Kentucky. En el camino, Allison y Nathan son recogidos por la pareja de Ralph y Judy Vento, quienes también se dirigen hacia allí. Mientras tanto, John camina a pie por una pequeña ciudad, donde se están produciendo saqueos en masa a medida que se desata el pánico mundial. Se encuentra con una fiesta en la azotea e intenta llamar a Allison. Aunque la señal es irregular, se comunica brevemente con ella antes de que se interrumpa la llamada, y un pequeño fragmento de cometa aterriza cerca, y un Clarke que se acerca se cierne inquietantemente en el cielo nocturno.
A través de la conversación, Ralph y Judy descubren que a Allison y Nathan se les negó la entrada, y Ralph se detiene para echar a Allison y secuestrar a Nathan, para gran protesta de Judy. Allison intenta detenerlo, pero es en vano. John se las arregla para viajar en un camión con otros sobrevivientes, donde se entera a través de un joven llamado Colin que el ejército está volando a la Base aérea de Thule en Groenlandia donde se encuentran los refugios. Otro superviviente, al notar la pulsera de John, intenta luchar contra él para robarle la pulsera y mata a Colin, pero es horriblemente asesinado por John. Mientras tanto, Ralph, Judy y un asustado Nathan llegan más tarde a un campamento de FEMA donde intentan hacerse pasar por los padres de Nathan, pero se separan cuando Nathan le dice a un soldado que ellos no son sus padres y que lo separaron de su mamá. Allison finalmente termina en el mismo campamento, donde un hombre la ayuda a buscar a Nathan y los dos se reencuentran emocionalmente. La enfermera les ofrece insulina y medicamentos para una semana para que puedan seguir adelante y los lleva a la ciudad de su padre en un autobús.
Al día siguiente, John deambula por un vecindario vacío y entra en una casa para buscar comida y agua. Enciende un televisor, que muestra varios relatos de ciudades destruidas en todo el mundo, y tiene una cuenta regresiva para el impacto final de Clarke en menos de 24 horas. Roba un coche y continúa hasta la casa del padre de Allison, donde la encuentra a ella y a Nathan ausentes, para gran consternación de su padre. Allison y Nathan pronto se bajan en una pequeña tienda cercana y llaman a la casa, y son recogidos por John y su padre. Regresan a su casa, derrotados y aceptando su destino, mientras las noticias continúan informando sobre el apocalipsis que se acerca. Sin embargo, recordando alguna información de Colin, John se da cuenta de que tienen tiempo suficiente para hacer un vuelo de último minuto en Canadá para llegar a los búnkeres. La familia acepta irse, despidiéndose emocionalmente del padre de Allison antes de continuar en su camioneta.
Llegan al norte del estado de Nueva York, donde un tren descarrilado ha provocado un atasco, cuando una alerta de emergencia les advierte de los escombros fundidos que amenazan la región. Pequeñas bolas de fuego llueven del cielo, destruyendo autos, personas y derribando un helicóptero mientras la gente se apresura a escapar. John se las arregla para llevarlos a un paso subterráneo para refugiarse, y recibe quemaduras en su brazo cuando salva a otros de un auto en llamas. La lluvia de meteoritos cesa, dejando gran parte del área en llamas, pero permitiendo que la familia continúe hacia Canadá, ya que se revela que el fragmento más grande de Clarke tiene 9 millas (14 km) de ancho y tendrá impacto en algún lugar de Europa occidental, y lo que sucederá cuando lo haga. Finalmente encuentran el aeropuerto, y John conduce hacia la pista a toda velocidad cuando el avión está a punto de despegar. Uno de los pilotos, enojado, se enfrenta a la familia. Afirma que el avión está lleno y no puede llevar más pasajeros, pero luego acepta llevar a Nathan y Allison. Allison convence al piloto de que también lleve a John, siempre que pese lo suficientemente ligero. John miente y abordan el avión, despegando justo cuando más personas llegan al aeródromo demasiado tarde.
Pocas horas antes del impacto, el avión se acerca a Groenlandia. Sin embargo, otro fragmento golpea frente a la costa y la onda de choque posterior hace que el avión se estrelle contra un valle cerca de los búnkeres, matando a los pilotos. John lleva a los supervivientes a toda prisa al búnker de la base aérea y todos los allí presentes, militares y civiles, se preparan cuando Clarke entra en la atmósfera e impacta brutalmente contra la corteza terrestre, y el personal militar cuenta hacia atrás para que la onda de choque golpee el área, mientras la vida de John pasa ante sus ojos y le dice a su esposa que la ama. 
Nueve meses después, ciudades de todo el mundo están completamente destruidas y toda forma de vida en ellas ha desaparecido, cuando la base de Groenlandia intenta establecer contacto por radio con otros supervivientes alrededor del mundo. Mientras tanto, las puertas del búnker se abren, lo que permite a los supervivientes salir por primera vez para ver un paisaje radicalmente cambiado. Para su sorpresa, aves sobrevivieron al desastre, y los sobrevivientes se animan mientras los ven volar. Al mismo tiempo, la cámara se desplaza hacia una vista orbital, mostrando algunas ciudades del mundo totalmente destruidas, como Tampa, Sídney, París y la Ciudad de México, además del gigantesco cráter brillante donde Clarke impactó y varios cráteres más pequeños que salpican la superficie del planeta mientras Groenlandia finalmente hace contacto con otros búnkeres de todo el mundo, que dicen que la atmósfera finalmente se está despejando.

## Reparto
- Gerard Butler, como John Garrity.
- Morena Baccarin, como Allison Garrity.
- Roger Dale Floyd, como Nathan Garrity.
- Scott Glenn, como Dale.
- David Denman, como Ralph Vento.
- Hope Davis, como Judy Vento.
- Andrew Bachelor como Colin.
- Gary Weeks como Ed Pruitt.
- Tracey Bonner como Peggy Pruitt.
- Claire Bronson como Debra Jones.
- Madison Johnson como Ellie Jones.
- Merrin Dungey como el Mayor Breen.

Además, Cole Hauser interpreta a Dennis, un guía, Holt McCallany y Adam Cronan retratan a la élite de la categoría como piloto de nutrias del equipo.

## Producción
En mayo de 2018, Chris Evans se unió al elenco de la película, con Neill Blomkamp dirigiendo un guion de Chris Sparling. En febrero de 2019, se anunció que Blomkamp ya no dirigiría la película. Ese mismo mes, Ric Roman Waugh se unió al proyecto como director, y Gerard Butler se agregó al elenco de la película, reemplazando a Blomkamp y Evans respectivamente, con Butler produciendo bajo su estandarte G-Base. En junio de 2019, Morena Baccarin se unió al elenco de la película. En julio de 2019, Scott Glenn, Andrew Bachelor y Roger Dale Floyd también se unieron, al igual que David Denman, en agosto.
El rodaje comenzó en junio de 2019 y concluyó el 16 de agosto del mismo año en Atlanta.
David Buckley, quien anteriormente trabajó con Waugh en Angel Has Fallen, compuso la banda sonora de la película.

## Estreno
En marzo de 2019, STX Entertainment adquirió los derechos de distribución de la película. Originalmente estaba programada para ser estrenada en cines el 12 de junio de 2020, pero se retrasó hasta el 30 de julio de 2020 y luego el 14 de agosto de 2020, debido a la pandemia de COVID-19. Su estreno nacional se retrasó nuevamente el 24 de julio, pasando al 25 de septiembre de 2020. El calendario de lanzamiento de la película incluyó a Bélgica (29 de julio), Francia (5 de agosto) y Escandinavia (12 de agosto). El 14 de septiembre, se anunció que el estreno estadounidense de la película se había retrasado nuevamente, esta vez hasta una fecha no especificada a finales de 2020.
El 30 de septiembre, el estudio anunció que la película se saltaría los cines y estaría disponible para comprar a través de vídeo bajo demanda el 13 de octubre, antes de estar disponible para alquilar el 27 de octubre. Al día siguiente, el estudio anunció que la película tenía sus derechos de transmisión y televisión de pago en Estados Unidos vendidos a HBO por $20 a 30 millones, que la lanzará a principios de 2021 y la transmitirá en HBO Max y en Amazon Prime para las versiones del Reino Unido, Canadá y Australia. Más tarde se informó que la fecha de lanzamiento de VOD se había pospuesto al 18 de diciembre.

## Recepción

### Taquilla
Greenland se estrenó por primera vez en Bélgica, ganando 73112 dólares en 55 cines en su primer fin de semana. En su primer día de estreno en Francia, la película ganó $255000 con 31000 entradas vendidas, un 61% por delante de Olympus Has Fallen de Butler (2013) a pesar de menos salas de cine y estrictas restricciones de COVID-19. En general, debutó a $1.09 millones en el país, con un total internacional a 10 días de $1.3 millones. En su tercer fin de semana de estreno internacional, la película terminó primero en nueve países y ganó un total de $2.82 millones. Para el 11 de octubre, la película tenía un total acumulado de $28.0 millones.

### Crítica
En el agregador de reseñas Rotten Tomatoes, la película tiene un índice de aprobación del 78% basado en seis reseñas, con una calificación promedio de 6.3/10.

## Secuela
El 15 de junio de 2021, se anunció una secuela de Greenland, otra vez bajo la dirección de Ric Roman Waugh y será escrita por el guionista Chris Sparling. También se anunció que Gerard Butler y Morena Baccarin regresarán en la secuela.